# Liste grönländischer Filme
Die Liste grönländischer Filme umfasst Filme, die entweder unter grönländischer Mitwirkung entstanden sind bzw. in Grönland produziert sind oder lediglich Grönland als Motiv haben, aber hauptsächlich von Ausländern (meist Dänen) produziert sind. Die Liste erhebt nicht den Anspruch auf Vollständigkeit, ist aber darum bemüht. Spielfilme sind hervorgehoben.

## Filme über Grönland
| Titel                                                | Jahr | Produktionsland                           | Regisseur                                                                                       | Drehbuch                                                                                       | Gattung                               | Anmerkungen | Quelle |
| ---------------------------------------------------- | ---- | ----------------------------------------- | ----------------------------------------------------------------------------------------------- | ---------------------------------------------------------------------------------------------- | ------------------------------------- | --- | ------ |
| Kørsel med Grønlandske Hunde                         | 1897 | Dänemark                                  | Peter Elfelt                                                                                    | ―                                                                                              | experimenteller Kurzfilm              | Der Darsteller Johan Carl Joensen war Inspektor von Grönland. Der Film wurde in Kopenhagen aufgenommen und ist der erste in Dänemark aufgenommene Film. | [ 1 ]  |
| Das Eskimobaby                                       | 1918 | Deutschland                               | Walter Schmidthässler                                                                           | Martin Jørgensen Louis Levy                                                                    | Spielfilm                             | Der Film spielt in Grönland, entstand aber außerhalb Grönlands und ohne grönländische Mitwirkung.                                                       | [ 2 ]  |
| Milak, der Grönlandjäger                             | 1928 | Deutschland                               | Georg Asagaroff Bernhard Villinger                                                              | Arnold Fanck Arnim Petersen Bernhard Villinger                                                 | Spielfilm                             | Der Film wurde in Grönland gedreht, hat aber deutsche Schauspieler.                                                                                     | [ 3 ]  |
| Eskimo                                               | 1930 | Dänemark Norwegen                         | George Schnéevoigt                                                                              | Helge Bangsted Ejnar Mikkelsen George Schnéevoigt Laurids Skands                               | Spielfilm                             | Der Film wurde teils in Grönland gedreht, hat aber dänische Schauspieler.                                                                               | [ 4 ]  |
| SOS Eisberg                                          | 1933 | Deutschland Vereinigte Staaten            | Arnold Fanck                                                                                    | Arnold Fanck Friedrich Wolf                                                                    | Spielfilm                             | Der Film wurde teils in Grönland gedreht. | [ 5 ]  |
| Palos Brautfahrt                                     | 1934 | Dänemark                                  | Friedrich Dalsheim                                                                              | Knud Rasmussen                                                                                 | Spielfilm                             | Der Film wurde in Grönland gedreht und alle Darsteller sind Grönländer.                                                                                 | [ 6 ]  |
| Nordpol – Ahoi!                                      | 1934 | Deutschland                               | Andrew Marton                                                                                   | Arnold Fanck Charlie Roellinghoff                                                              | Spielfilm                             | Der Film wurde teils in Grönland gedreht. | [ 7 ]  |
| Nordhavets Mænd                                      | 1939 | Dänemark                                  | Lau Lauritzen junior                                                                            | Peter Tutein                                                                                   | Spielfilm                             | Der Film spielt in Grönland. | [ 8 ]  |
| Wo die Berge segeln                                  | 1955 | Dänemark                                  | Bjarne Henning-Jensen                                                                           | Bjarne Henning-Jensen Finn Methling                                                            | Dokumentarfilm                        | Die Dokumentation behandelt Grönland. | [ 9 ]  |
| Qivitoq                                              | 1956 | Dänemark                                  | Erik Balling                                                                                    | Leck Fischer                                                                                   | Spielfilm                             | Der Film wurde teils in Grönland gedreht und hat einige grönländische Schauspieler.                                                                     | [ 10 ] |
| Knud                                                 | 1966 | Dänemark                                  | Jørgen Roos                                                                                     | Palle Koch Jørgen Roos                                                                         | Dokumentarfilm                        | Die Dokumentation behandelt Grönland. | [ 11 ] |
| Sisimiut                                             | 1966 | Dänemark                                  | Jørgen Roos                                                                                     | Palle Koch Jørgen Roos                                                                         | Dokumentarfilm                        | Die Dokumentation behandelt Grönland. | [ 12 ] |
| Ultima Thule                                         | 1968 | Dänemark                                  | Jørgen Roos                                                                                     | Jørgen Roos                                                                                    | Kurzdokumentarfilm                    | Die Dokumentation behandelt Grönland. | [ 13 ] |
| Kalâliuvit? Er du Grønlænder?                        | 1970 | Dänemark                                  | Jørgen Roos                                                                                     | Viggo Clausen                                                                                  | Kurzdokumentarfilm                    | Die Dokumentation behandelt Grönland. | [ 14 ] |
| To mænd i ødemarken                                  | 1972 | Dänemark                                  | Jørgen Roos                                                                                     | Jørgen Roos                                                                                    | Kurzdokumentarfilm                    | Die Dokumentation behandelt Grönland. | [ 15 ] |
| Da myndighederne sagde stop                          | 1973 | Dänemark Grönland                         | Per Kirkeby Aqqaluk Lynge                                                                       | Per Kirkeby Aqqaluk Lynge                                                                      | Dokumentarfilm                        | Die Dokumentation behandelt Grönland. | [ 16 ] |
| Arbejderkvinder i Grønland                           | 1975 | Dänemark                                  | Lene Aidt Merete Borker                                                                         | Lene Aidt Merete Borker                                                                        | Kurzdokumentarfilm                    | Die Dokumentation behandelt Grönland. | [ 17 ] |
| Narsaq – Ung by i Grønland                           | 1979 | Grönland                                  | Claus Hermansen                                                                                 | Claus Hermansen                                                                                | Dokumentarfilm                        | Die Dokumentation behandelt Grönland und wurde in Grönland produziert.                                                                                  | [ 18 ] |
| Grønland                                             | 1981 | Dänemark                                  | Jørgen Roos                                                                                     | Jørgen Roos                                                                                    | Dokumentarfilm                        | Die Dokumentation behandelt Grönland. | [ 19 ] |
| Slædepatruljen Sirius                                | 1981 | Dänemark                                  | Jørgen Roos                                                                                     | Jørgen Roos                                                                                    | Dokumentarfilm                        | Die Dokumentation behandelt Grönland. | [ 20 ] |
| Mission Nordpol                                      | 1983 | Kanada Vereinigte Staaten                 | Robert Day                                                                                      | I. C. Rapoport                                                                                 | Spielfilm                             | Der Film wurde teils in Grönland gedreht, hat aber keine grönländischen Schauspieler.                                                                   | [ 21 ] |
| Tukuma                                               | 1984 | Dänemark                                  | Palle Kjærulff-Schmidt                                                                          | Palle Kjærulff-Schmidt Josef Motzfeldt Klaus Rifbjerg                                          | Spielfilm                             | Der Film wurde in Grönland gedreht und hat zahlreiche grönländische Schauspieler.                                                                       | [ 22 ] |
| Uuttoq – Kaali på sælfangst                          | 1985 | Dänemark Grönland                         | Tørk Haxthausen                                                                                 | Tørk Haxthausen                                                                                | Kurzdokumentarfilm                    | Die Dokumentation behandelt Grönland. | [ 23 ] |
| De grønlandske mumier                                | 1986 | Dänemark                                  | Jørgen Roos                                                                                     | Jørgen Roos                                                                                    | Dokumentarfilm                        | Die Dokumentation behandelt Grönland. | [ 24 ] |
| I Fridtjof Nansens fodspor over Indlandsisen         | 1988 | Dänemark                                  | Michael Haslund-Christensen                                                                     | Jens Christian Grøndahl                                                                        | Dokumentarfilm                        | Die Dokumentation behandelt Grönland. | [ 25 ] |
| Nissebanden i Grønland                               | 1989 | Dänemark                                  | Per Pallesen                                                                                    | Flemming Jensen                                                                                | Serie                                 | Die Serie wurde in Grönland gedreht und hat einige grönländische Schauspieler.                                                                          | [ 26 ] |
| Ævintýri á Norðurslóðum                              | 1992 | Island Färöer Grönland                    | Maariu Olsen Katrin Ottarsdóttir Kristín Pálsdóttir                                             | Jens Brønden Guðný Halldórsdóttir Katrin Ottarsdóttir                                          | drei Kurzfilme                        | Der grönländische Teil des Films wurde in Grönland gedreht.                                                                                             | [ 27 ] |
| Fräulein Smillas Gespür für Schnee                   | 1997 | Dänemark Deutschland Schweden Grönland    | Bille August                                                                                    | Ann Biderman                                                                                   | Spielfilm                             | Der Film wurde teils in Grönland gedreht und hat einige grönländische Schauspieler.                                                                     | [ 28 ] |
| Lysets hjerte                                        | 1998 | Dänemark Grönland Norwegen Schweden       | Jacob Grønlykke                                                                                 | Jacob Grønlykke Hans Anthon Lynge                                                              | Spielfilm                             | Der Film spielt in Grönland und benutzt grönländische Schauspieler.                                                                                     | [ 29 ] |
| Ikíngut                                              | 2000 | Island Dänemark Norwegen                  | Gísli Snær Erlingsson                                                                           | Jon Steinar Ragnarsson                                                                         | Spielfilm                             | Der Film hat einen Grönländer als Hauptfigur und in der entsprechenden Hauptrolle.                                                                      | [ 30 ] |
| Andala og Sofiannguaq                                | 2022 | Dänemark                                  | Ivars Sīlis                                                                                     | Ivars Sīlis                                                                                    | Kurzdokumentarfilm                    | Die Dokumentation behandelt Grönland. | [ 31 ] |
| Jeg husker... Fortællinger fra Grønland              | 2002 | Dänemark Grönland                         | Karen Littauer                                                                                  | Karen Littauer                                                                                 | Dokumentarfilm                        | Die Dokumentation behandelt Grönland. | [ 32 ] |
| Hingitaq – De fordrevne                              | 2004 | Dänemark                                  | Ulrik Holmstrup                                                                                 | Ulrik Holmstrup Jakob Kirstein Høgel Allan Berg Nielsen                                        | Dokumentarfilm                        | Die Dokumentation behandelt Grönland. | [ 33 ] |
| Menneskenes land – min film om Grønland              | 2006 | Dänemark                                  | Anne Wivel                                                                                      | Anne Wivel                                                                                     | Dokumentarfilm                        | Die Dokumentation behandelt Grönland. | [ 34 ] |
| The Prize of the Pole                                | 2007 | Dänemark                                  | Staffan Julén                                                                                   | Staffan Julén                                                                                  | Dokumentarfilm                        | Die Dokumentation behandelt Grönland. | [ 35 ] |
| Fuck You Kiss Me                                     | 2008 | Dänemark                                  | Eva Marie Rødbro                                                                                | Eva Marie Rødbro                                                                               | Avantgardekurzfilm                    | Der Film spielt in Grönland. | [ 36 ] |
| Sermiligaaq 65°54'N, 36°22'W                         | 2008 | Deutschland                               | Anni Seitz Sophie Elixhauser                                                                    | Anni Seitz Sophie Elixhauser                                                                   | Dokumentarfilm                        | Die Dokumentation behandelt Grönland. | [ 37 ] |
| Shaman                                               | 2008 | Dänemark Frankreich                       | Luc Perez                                                                                       | Luc Perez                                                                                      | Kurzfilm/Animationsfilm               | Der Film spielt in Grönland. | [ 38 ] |
| A Taste of Greenland                                 | 2009 | Grönland                                  | Chris Coubrough                                                                                 | Chris Coubrough                                                                                | Dokumentarserie                       | Die Dokumentation behandelt Grönland. | [ 39 ] |
| Eksperimentet                                        | 2010 | Dänemark                                  | Louise Friedberg                                                                                | Maja Rørbæk Damgaard Louise Friedberg Rikke De Fine Licht                                      | Spielfilm                             | Der Film spielt in Grönland und hat grönländische Schauspieler.                                                                                         | [ 40 ] |
| Greenland, an Expedition Aboard Sailing Vessel Gambo | 2010 | Neuseeland Grönland                       | Grant Redvers Pascale Otis                                                                      | Grant Redvers Pascale Otis                                                                     | Kurzdokumentarfilm                    | Die Dokumentation behandelt Grönland. | [ 41 ] |
| Inuk                                                 | 2010 | Frankreich                                | Mike Magidson                                                                                   | Ole Jørgen Hammeken Jean-Michel Huctin Mike Magidson                                           | Spielfilm                             | Der Film spielt in Grönland und hat grönländische Schauspieler.                                                                                         | [ 42 ] |
| Aqqalu                                               | 2011 | Grönland                                  | Kristian Nygaard                                                                                | Kristian Nygaard                                                                               | Spielfilm                             | Der Film spielt in Grönland und hat grönländische Schauspieler.                                                                                         | [ 43 ] |
| Arctic Spleen                                        | 2011 | Italien Grönland                          | Piergiorgio Casotti                                                                             | Piergiorgio Casotti                                                                            | Kurzfilm                              | Der Film spielt in Grönland. | [ 44 ] |
| Greenland Year Zero                                  | 2011 | Dänemark Grönland                         | Anders Graver Niels Bjørn                                                                       | Anders Graver Niels Bjørn                                                                      | Kurzdokumentarfilm                    | Die Dokumentation behandelt Grönland. | [ 45 ] |
| Nuuk Nuan                                            | 2011 | Dänemark                                  | Tove Maurtvedt                                                                                  | Tove Maurtvedt                                                                                 | Kurzdokumentarfilm                    | Die Dokumentation behandelt Grönland. | [ 46 ] |
| Qaanaaq                                              | 2012 | Vereinigtes Königreich Grönland           | Nicole Paglia                                                                                   | Nicole Paglia                                                                                  | Kurzdokumentarfilm                    | Die Dokumentation behandelt Grönland. | [ 47 ] |
| Return of the Sun                                    | 2012 | Vereinigtes Königreich Grönland           | Ben Hilton Glen Milner                                                                          | Ben Hilton Glen Milner                                                                         | Kurzdokumentarfilm                    | Die Dokumentation behandelt Grönland. | [ 48 ] |
| Vanishing Point                                      | 2012 | Kanada Grönland                           | Stephen A. Smith Julia Szucs                                                                    | Marina Endicott Stephen A. Smith Julia Szucs                                                   | Dokumentarfilm                        | Die Dokumentation behandelt Grönland. | [ 49 ] |
| Grönland: Ein Dorf am Ende der Welt                  | 2013 | Dänemark Vereinigtes Königreich Grönland  | Sarah Gavron David Katznelson                                                                   | Sarah Gavron David Katznelson                                                                  | Dokumentarfilm                        | Die Dokumentation behandelt Grönland. | [ 50 ] |
| Aningaaq                                             | 2013 | Vereinigte Staaten                        | Jonás Cuarón                                                                                    | Jonás Cuarón                                                                                   | Kurzfilm                              | Der Film spielt in Grönland und hat grönländische Schauspieler.                                                                                         | [ 51 ] |
| Bridgewalkers                                        | 2013 | Vereinigte Staaten Peru Grönland Kanada   | Kara Rhodes                                                                                     | Don Cirillo                                                                                    | Dokumentarfilm                        | Der Film spielt teils in Grönland. | [ 52 ] |
| Das erstaunliche Leben des Walter Mitty              | 2013 | Vereinigte Staaten Vereinigtes Königreich | Ben Stiller                                                                                     | Steve Conrad                                                                                   | Spielfilm                             | Der Film spielt teils in Grönland, wurde aber womöglich nicht dort gedreht. Einige Nebenrollen sind mit Grönländern besetzt.                            | [ 53 ] |
| Ekspeditionen til verdens ende                       | 2013 | Dänemark Schweden Grönland                | Daniel Dencik                                                                                   | Daniel Dencik Michael Haslund-Christensen Janus Metz                                           | Dokumentarfilm                        | Die Dokumentation behandelt Grönland. | [ 54 ] |
| Greenland Unrealised                                 | 2013 | Frankreich Taiwan                         | Dania Reymond                                                                                   | Dania Reymond                                                                                  | Animationsfilm/Avantgardefilm         | Der Film zeigt Grönland. | [ 55 ] |
| Ishavets Kæmpe                                       | 2013 | Dänemark                                  | Adam Schmedes                                                                                   | Peter I. Lauridsen                                                                             | Dokumentarfilm                        | Die Dokumentation behandelt Grönland. | [ 56 ] |
| North Pole Promise                                   | 2013 | Vereinigte Staaten Grönland               | S. Allen Counter                                                                                | Frank Quaglia Anna E. Schoenfeld                                                               | Kurzdokumentarfilm                    | Die Dokumentation behandelt Grönland. | [ 57 ] |
| Nothing on Earth                                     | 2013 | Australien Grönland                       | Michael Angus                                                                                   | Michael Angus                                                                                  | Dokumentarfilm                        | Die Dokumentation behandelt Grönland. | [ 58 ] |
| Arfernat – Number Six                                | 2014 | Dänemark Grönland                         | Rune Bundgaard Martin Svinkløv                                                                  | Rune Bundgaard Martin Svinkløv                                                                 | Dokumentarfilm                        | Die Dokumentation behandelt Grönland. | [ 59 ] |
| Blok P                                               | 2014 | Grönland                                  | Rikke Diemer Peter Jensen                                                                       | Rikke Diemer Peter Jensen                                                                      | Dokumentarfilm                        | Die Dokumentation behandelt Grönland. | [ 60 ] |
| Books with Remoulade                                 | 2014 | Deutschland                               | Halla Mia Ólafsdóttir                                                                           | Halla Mia Ólafsdóttir                                                                          | Dokumentarfilm                        | Die Dokumentation behandelt Grönland. | [ 61 ] |
| Resounding Silence                                   | 2014 | Australien Grönland                       | Natasha Sebire                                                                                  | Natasha Sebire                                                                                 | Kurzdokumentarfilm                    | Die Dokumentation behandelt Grönland. | [ 62 ] |
| Still Ruins, Moving Stones                           | 2014 | Kanada Grönland                           | Jessica Auer                                                                                    | Jessica Auer                                                                                   | Kurzdokumentarfilm                    | Die Dokumentation behandelt Grönland. | [ 63 ] |
| The Sledge Patrol                                    | 2014 | Dänemark                                  | Sandra Skibsted                                                                                 | Sandra Skibsted                                                                                | Kurzdokumentarfilm                    | Die Dokumentation behandelt Grönland. | [ 64 ] |
| The Whisper                                          | 2014 | Dänemark                                  | Knud Petersen                                                                                   | Knud Petersen                                                                                  | Kurzfilm                              | Der Film spielt in Grönland. | [ 65 ] |
| Eskimo Diva                                          | 2015 | Dänemark Grönland                         | Lene Stæhr                                                                                      | Lene Stæhr                                                                                     | Dokumentarfilm                        | Die Dokumentation behandelt Grönland. | [ 66 ] |
| The Idealist – Geheimakte Grönland                   | 2015 | Dänemark Vereinigte Staaten               | Christina Rosendahl                                                                             | Lars Kristian Andersen Simon Pasternak Christina Rosendahl                                     | Spielfilm                             | Der Film spielt in Grönland. | [ 67 ] |
| Matup Tunuani                                        | 2015 | Grönland Dänemark                         | Rune Bundgaard Martin Svinkløv                                                                  | Rune Bundgaard Martin Svinkløv                                                                 | Dokumentarfilm                        | Die Dokumentation behandelt Grönland. | [ 68 ] |
| Sila                                                 | 2015 | Schweiz Vereinigte Staaten Grönland       | Corina Gamma                                                                                    | Corina Gamma                                                                                   | Dokumentarfilm                        | Die Dokumentation behandelt Grönland. | [ 69 ] |
| This Is Not the End of the World                     | 2015 | Dänemark Grönland Norwegen                | Eva Tind                                                                                        | Eva Tind                                                                                       | Kurzdokumentarfilm                    | Die Dokumentation behandelt unter anderem Grönland. | [ 70 ] |
| ThuleTuvalu                                          | 2015 | Schweiz                                   | Matthias von Gunten                                                                             | Matthias von Gunten                                                                            | Dokumentarfilm                        | Die Dokumentation behandelt unter anderem Grönland. | [ 71 ] |
| Le Voyage au Groenland                               | 2016 | Frankreich                                | Sébastien Betbeder                                                                              | Sébastien Betbeder                                                                             | Spielfilm                             | Der Film spielt in Grönland und hat grönländische Schauspieler.                                                                                         | [ 72 ] |
| Lykkelænder                                          | 2018 | Dänemark Grönland                         | Lasse Lau                                                                                       | Lasse Lau                                                                                      | Dokumentarfilm                        | Die Dokumentation behandelt Grönland. | [ 73 ] |
| Nuuk                                                 | 2019 | Philippinen                               | Veronica Velasco                                                                                | Erwin Blanco Aileen A. Kessop Veronica Velasco Jinky Laurel                                    | Spielfilm                             | Der Film spielt in Grönland, benutzt aber wohl keine oder kaum grönländische Figuren.                                                                   | [ 74 ] |
| Håbets Ø                                             | 2019 | Norwegen Dänemark Grönland                | Sidse Torstholm Larsen Sturla Pilskog                                                           | Sidse Torstholm Larsen Sturla Pilskog                                                          | Die Dokumentation behandelt Grönland. | [ 75 ] |        |
| Aasivissuit                                          | 2020 | Niederlande Grönland                      | Jasper Coppes                                                                                   | Jasper Coppes                                                                                  | Kurzdokumentarfilm                    | Die Dokumentation behandelt Grönland. | [ 76 ] |
| Greenland                                            | 2020 | Vereinigte Staaten                        | Ric Roman Waugh                                                                                 | Chris Sparling                                                                                 | Spielfilm                             | Der Film spielt in Grönland, wurde aber außerhalb Grönlands und ohne grönländische Mitwirkung gedreht.                                                  | [ 77 ] |
| Kampen om Grønland                                   | 2020 | Dänemark Grönland Norwegen                | Kenneth Sorento                                                                                 | Kenneth Sorento                                                                                | Dokumentarfilm                        | Die Dokumentation behandelt Grönland. | [ 78 ] |
| Thin Ice                                             | 2020 | Schweden Island Frankreich                | Guðjón Jónsson Cecile A. Mosli Thale Persen                                                     | Jóhann Ævar Grímsson Birkir Blær Ingólfsson Jónas Margeir Ingólfsson Andri Óttarsson           | Serie                                 | Die Serie spielt in Grönland und hat grönländische Schauspieler.                                                                                        | [ 79 ] |
| Against the Ice                                      | 2021 | Dänemark                                  | Peter Flinth                                                                                    | Nikolaj Coster-Waldau Joe Derrick                                                              | Spielfilm                             | Der Film spielt in Grönland, hat aber kaum grönländischen Figuren und keine grönländische Mitwirkung.                                                   | [ 80 ] |
| Borgen – Macht und Ruhm                              | 2022 | Dänemark                                  | Per Fly Mogens Hagedorn Dagur Kári Pétursson                                                    | Adam Price Maja Jul Larsen Emilie Lebech Kaae                                                  | Serie                                 | Die Serie spielt teils in Grönland und hat grönländische Schauspieler.                                                                                  | [ 81 ] |
| Historien om Grønland og Danmark                     | 2022 | Dänemark                                  | Inuk Silis-Høegh Jonas Fægteborg-Førstø Andrias Høgenni Claus Pilehave Otto Rosing Anne Røgilds | Claus Pilehave Jonas Fægteborg-Førstø Marie-Louise Skov Jensen Anne Røgilds Anne Fisker Hansen | Dokumentarserie                       | Die Serie behandelt Grönland und wurde teils von Grönländern produziert.                                                                                | [ 82 ] |
| Ivalu                                                | 2023 | Dänemark                                  | Anders Walter Pipaluk K. Jørgensen                                                              | Morten Dürr Anders Walter                                                                      | Kurzfilm                              | Der Film spielt in Grönland und hat grönländische Schauspieler.                                                                                         | [ 83 ] |

## Filme aus Grönland
| Titel                                      | Jahr | Produktionsland                      | Regisseur                                 | Drehbuch                                         | Gattung                 | Anmerkungen                                | Quelle  |
| ------------------------------------------ | ---- | ------------------------------------ | ----------------------------------------- | ------------------------------------------------ | ----------------------- | ------------------------------------------ | ------- |
| Takorluukkat Sisamat                       | 1985 | Dänemark                             | Hans A. Hansen                            | Hans A. Hansen                                   | Spielfilm               | Der Film wurde von Grönländern produziert. |         |
| Sinilluarit                                | 1999 | Grönland                             | Inuk Silis-Høegh                          | Inuk Silis-Høegh                                 | Kurzfilm                | Der Film wurde in Grönland produziert.     | [ 84 ]  |
| Eskimo Weekend                             | 2002 | Grönland                             | Inuk Silis-Høegh                          | Inuk Silis-Høegh                                 | Kurzfilm                | Der Film wurde in Grönland produziert.     | [ 85 ]  |
| Inuk Woman City Blues                      | 2002 | Dänemark                             | Laila Hansen                              | Laila Hansen                                     | Dokumentarfilm          | Der Film wurde von Grönländern produziert. | [ 86 ]  |
| Aulahuliat                                 | 2003 | Dänemark                             | Ûssarĸak K'ujaukitsoĸ                     | Ûssarĸak K'ujaukitsoĸ                            | Dokumentarfilm          | Der Film wurde von Grönländern produziert. | [ 87 ]  |
| Den evige flyver                           | 2004 | Grönland                             | Otto Rosing                               | Otto Rosing                                      | Dokumentarfilm          | Der Film wurde von Grönländern produziert. |         |
| Sooq Akersuuttugut                         | 2004 | Grönland                             | Inuk Silis-Høegh                          | Inuk Silis-Høegh                                 | Kurzfilm                | Der Film wurde in Grönland produziert.     | [ 88 ]  |
| Ajortoq Toqqortaq (Teil 1)                 | 2005 | Grönland                             | Ruth Montgomery-Andersen                  | Ruth Montgomery-Andersen                         | Dokumentarfilm          | Der Film wurde in Grönland produziert.     | [ 89 ]  |
| Greetings from Greenland                   | 2007 | Grönland                             | Laila Hansen                              | Laila Hansen                                     | Serie                   | Die Serie wurde in Grönland produziert.    | [ 90 ]  |
| Tarrarsornerit – Spejlinger                | 2007 | Grönland Bolivien                    | Inuk Silis-Høegh                          | Inuk Silis-Høegh                                 | Kurzdokumentarfilm      | Der Film wurde von Grönländern produziert. | [ 91 ]  |
| Tikeq, Qiterleq, Mikileraq, Eqeqqoq        | 2008 | Grönland                             | Ujarneq Fleischer                         | Ujarneq Fleischer                                | Spielfilm               | Der Film wurde in Grönland produziert.     | [ 92 ]  |
| Ajortoq Toqqortaq (Teil 2)                 | 2009 | Grönland                             | Ruth Montgomery-Andersen                  | Ruth Montgomery-Andersen                         | Dokumentarfilm          | Der Film wurde in Grönland produziert.     | [ 93 ]  |
| Green Land                                 | 2009 | Grönland                             | Aka Hansen                                | Aka Hansen                                       | Kurzdokumentarfilm      | Der Film wurde in Grönland produziert.     | [ 94 ]  |
| Hinnarik Sinnattunilu                      | 2009 | Grönland                             | Angajo Lennert-Sandgreen                  | Aka Hansen Malik Kleist Angajo Lennert-Sandgreen | Spielfilm               | Der Film wurde in Grönland produziert.     | [ 95 ]  |
| Nuummioq                                   | 2009 | Grönland                             | Otto Rosing                               | Torben Bech                                      | Spielfilm               | Der Film wurde in Grönland produziert.     | [ 96 ]  |
| Tro, Håb og Grønland                       | 2009 | Deutschland Grönland                 | Ivalo Frank                               | Ivalo Frank                                      | Dokumentarfilm          | Der Film wurde in Grönland produziert.     | [ 97 ]  |
| Aqisserniartilluta                         | 2010 | Grönland                             | Malik Kleist                              | Malik Kleist                                     | Kurzfilm                | Der Film wurde in Grönland produziert.     | [ 98 ]  |
| Echoes                                     | 2010 | Grönland                             | Ivalo Frank                               | Ivalo Frank                                      | Kurzdokumentarfilm      | Der Film wurde in Grönland produziert.     | [ 99 ]  |
| Qilalugarniat                              | 2010 | Grönland                             | Anda Hansen                               | Anda Hansen                                      | Dokumentarfilm          | Der Film wurde in Grönland produziert.     | [ 100 ] |
| The Meeting                                | 2010 | Vereinigte Staaten Grönland          | Ruth Montgomery-Andersen                  | Ruth Montgomery-Andersen                         | Dokumentarfilm          | Der Film wurde in Grönland produziert.     | [ 101 ] |
| Qaqqat Alanngui                            | 2011 | Grönland                             | Malik Kleist                              | Malik Kleist                                     | Spielfilm               | Der Film wurde in Grönland produziert.     | [ 102 ] |
| Nissit Angakkuaatillu                      | 2012 | Grönland                             | Aka Hansen                                | Malik Kleist                                     | Serie                   | Die Serie wurde in Grönland produziert.    | [ 103 ] |
| Sullorsuaq                                 | 2012 | Grönland                             | Marc Fussing Rosbach                      | Marc Fussing Rosbach                             | Kurzfilm                | Der Film wurde in Grönland produziert.     | [ 104 ] |
| Ortorujuup tumai atorlugit                 | 2013 | Grönland                             | Anda Hansen                               | Anda Hansen                                      | Dokumentarfilm          | Der Film wurde in Grönland produziert.     | [ 105 ] |
| Sooq Akersuuttugut                         | 2013 | Grönland                             | Inuk Silis-Høegh                          | Inuk Silis-Høegh                                 | Kurzfilm                | Der Film wurde in Grönland produziert.     |         |
| The Ravens Storm                           | 2013 | Kanada Grönland                      | Pipaluk K. Jørgensen                      | Pipaluk K. Jørgensen                             | Dokumentarfilm          | Der Film wurde von Grönländern produziert. | [ 106 ] |
| Tvillinger                                 | 2013 | Grönland                             | Malik Kleist Qillannguaq Berthelsen       | Qillannguaq Berthelsen                           | Kurzfilm                | Der Film wurde in Grönland produziert.     | [ 107 ] |
| Tupilaq                                    | 2013 | Dänemark                             | Jakob Maĸe                                | Jakob Maĸe                                       | Kurzfilm/Animationsfilm | Der Film wurde von Grönländern produziert. | [ 108 ] |
| Drømmen                                    | 2014 | Grönland                             | Malik Foss David Wogelius Kunuut Kleemann | Malik Foss David Wogelius Kunuut Kleemann        | Kurzfilm                | Der Film wurde in Grönland produziert.     | [ 109 ] |
| Half&half                                  | 2014 | Dänemark Grönland                    | Aka Hansen                                | Aka Hansen                                       | Kurzdokumentarfilm      | Der Film wurde in Grönland produziert.     | [ 110 ] |
| Killormut (Upside Down)                    | 2014 | Grönland                             | Ulannaq Ingemann                          | Ulannaq Ingemann                                 | Kurzfilm                | Der Film wurde in Grönland produziert.     | [ 111 ] |
| Reconciliation                             | 2014 | Dänemark Grönland Deutschland        | Ivalo Frank                               | Ivalo Frank                                      | Kurzfilm                | Der Film wurde von Grönländern produziert. | [ 112 ] |
| Simon Lynge: The making of Absence of Fear | 2014 | Dänemark Grönland Vereinigte Staaten | Mikisoq H. Lynge                          | Mikisoq H. Lynge                                 | Dokumentarfilm          | Der Film wurde von Grönländern produziert. | [ 113 ] |
| Sumé – The Sound of a Revolution           | 2014 | Grönland Dänemark Norwegen           | Inuk Silis-Høegh                          | Inuk Silis-Høegh Emile Hertling Péronard         | Dokumentarfilm          | Der Film wurde in Grönland.                | [ 114 ] |
| Tønnes kamp                                | 2014 | Grönland                             | Nuka Bisgaard Pipaluk K. Jørgensen        | Nuka Bisgaard Pipaluk K. Jørgensen               | Kurzfilm                | Der Film wurde in Grönland produziert.     | [ 115 ] |
| Unnuap Taarnerpaaffiani                    | 2014 | Grönland                             | Malik Kleist                              | Malik Kleist                                     | Spielfilm               | Der Film wurde in Grönland produziert.     | [ 116 ] |
| Half & Half                                | 2015 | Grönland                             | Aka Hansen                                | Aka Hansen                                       | Kurzdokumentarfilm      | Der Film wurde in Grönland produziert.     | [ 117 ] |
| Killerbird                                 | 2015 | Dänemark Deutschland Grönland        | Ivalo Frank                               | Ivalo Frank                                      | Kurzfilm                | Der Film wurde von Grönländern produziert. | [ 118 ] |
| Untouched                                  | 2015 | Grönland                             | Amos Frederiksen                          | Amos Frederiksen                                 | Kurzdokumentarfilm      | Der Film wurde in Grönland produziert.     | [ 119 ] |
| Akornatsinniittut – Tarratta Nunaani       | 2017 | Grönland                             | Marc Fussing Rosbach                      | Marc Fussing Rosbach Paninnguaq Lind Jensen      | Spielfilm               | Der Film wurde in Grönland produziert.     | [ 120 ] |
| Snow                                       | 2017 | Dänemark Grönland                    | Nivi Pedersen                             | Nivi Pedersen                                    | Kurzfilm                | Der Film wurde von Grönländern produziert. | [ 121 ] |
| STG                                        | 2017 | Dänemark                             | Aka Hansen                                | Aka Hansen                                       | Kurzdokumentarfilm      | Der Film wurde von Grönländern produziert. | [ 122 ] |
| Anori                                      | 2018 | Grönland                             | Pipaluk K. Jørgensen                      | Pipaluk K. Jørgensen                             | Spielfilm               | Der Film wurde in Grönland produziert.     | [ 123 ] |
| Qaammaallak                                | 2018 | Grönland                             | Laila Hansen                              | Laila Hansen                                     | Kurzfilm                | Der Film wurde in Grönland produziert.     | [ 124 ] |
| Pilluarneq Ersigiunnaarpara                | 2019 | Grönland                             | Nivi Pedersen                             | Nivi Pedersen                                    | Dokumentarfilm          | Der Film wurde in Grönland produziert.     | [ 125 ] |
| Ukiutoqqami Pilluaritsi                    | 2019 | Dänemark                             | Otto Rosing                               | Michael Rosing Henrik Fleischer                  | Spielfilm               | Der Film wurde von Grönländern produziert. | [ 126 ] |
| Akornatsinniittut – Kiinappalik            | 2020 | Grönland                             | Marc Fussing Rosbach                      | Marc Fussing Rosbach Paninnguaq Lind Jensen      | Spielfilm               | Der Film wurde in Grönland produziert.     | [ 127 ] |
| Life Is Hilarious                          | 2020 | Dänemark                             | Aka Hansen                                | Aka Niviana Mørch Pedersen                       | Kurzfilm                | Der Film wurde von Grönländern produziert. | [ 128 ] |
| Updated                                    | 2020 | Grönland                             | Nivi Pedersen                             | Jørgen Chemnitz Ulannaq Ingemann Nivi Pedersen   | Kurzfilm                | Der Film wurde in Grönland produziert.     | [ 129 ] |
| Ajornavianngilatit                         | 2021 | Grönland                             | Aka Hansen                                | Aka Hansen                                       | Kurzfilm                | Der Film wurde in Grönland produziert.     | [ 130 ] |
| Naja                                       | 2021 | Grönland                             | Marc Fussing Rosbach                      | Marc Fussing Rosbach                             | Kurzfilm/Animationsfilm | Der Film wurde in Grönland produziert.     | [ 131 ] |
| The Green Land                             | 2021 | Grönland                             | Inuk Silis-Høegh                          | Inuk Silis-Høegh                                 | Kurzdokumentarfilm      | Der Film wurde in Grönland produziert.     | [ 132 ] |
| Tuullik                                    | 2021 | Grönland                             | Berda Larsen                              | Laura Lennert Jensen Berda Larsen                | Kurzfilm                | Der Film wurde in Grönland produziert.     | [ 133 ] |
| Alanngut Killinganni                       | 2022 | Grönland                             | Malik Kleist                              | Malik Kleist                                     | Spielfilm               | Der Film wurde in Grönland produziert.     | [ 134 ] |
| Aliortuaatiga                              | 2022 | Grönland                             | Marc Fussing Rosbach                      | Marc Fussing Rosbach                             | Kurzfilm                | Der Film wurde in Grönland produziert.     |         |
| Imajuik                                    | 2022 | Grönland                             | Marc Fussing Rosbach                      | Marc Fussing Rosbach                             | Kurzfilm                | Der Film wurde in Grönland produziert.     | [ 135 ] |